# Love Lost But Not Forgotten
 (avril 2017).
Love Lost But Not Forgotten est un groupe de screamo américain, originaire de St. Peters, dans le Missouri.

## Biographie
Le groupe est formé en 1997 à St. Peters, dans le Missouri, par les chanteurs Mike Shmitz et Nathan Prater, le bassiste Chris Grady, le batteur Matt Prater, et les guitaristes Jason Emerick et Scott Fogelbach. Le groupe enregistrera deux démos. La première est publiée en 1998, et la seconde, intitulée Unfound, est publiée en 1999. Cette même année, le groupe publie un split 7" avec Joshua Fit for Battle au label Normal Records. Finalement, le groupe recrute un troisième guitariste, A.J. Doerhoff, et signe au label Happy Couples Never Last. Leur premier album, l'éponyme Love Lost But Not Forgotten, est publié en juin 2000, et est félicité par la scène punk underground pour son style. Le groupe tourne avec des groupes comme Pg. 99, et publie, en 2002, une troisième démo en guise de deuxième album studio, Upon the Right, I Saw a New Misery. Schmitz et Doerhoff quittent le groupe avant la production de l'album. Ces albums seront plus tard réédités par l'empreinte de Robotic Empire, Archivist.
En août 2002, Matt Prater quitte le groupe. Pour le remplacer, le groupe recrute quelques batteurs intérimaires pendant un certain temps. En avril 2003, le groupe de met en pause en partie à cause du père de Scott Fogelbach, à cette période, diagnostiqué d'un cancer. Ce n'est pas avant octobre la même année que le groupe se sépare officiellement. Leur dernier concert est effectué en juillet 2003. Depuis leur séparation, Grady et Fogelbach joueront au sein du groupe For the Last Time. Fogelbach se joindra à One Cycle Occur. Nathan Pater se joindra à Unholy Effers.
Après leur séparation en 2003, le groupe se réunit trois fois pour des concerts. Leur premier retour se fait le 15 janvier 2005 au Creepy Crawl, après une annonce effectuée en décembre 2004,. La formation comprend alors Fogelbach, Grady, Emerick, Nathan et Mike Prater. Cette formation se réunit de nouveau pour juillet 2008 au Fubar, à St. Louis, dans le Missouri. Le groupe joue de nouveau au Fubar pour un concert à but caritatif le 1er octobre 2015.

## Membres

### Derniers membres
- Nathan Prater - chant (1997-2003, 2005, 2008, 2015)
- Scott Fogelbach - guitare solo (1997-2003, 2005, 2008, 2015)
- Jason Emerick - guitare rythmique (1997-2003, 2005, 2008, 2015)
- Chris Grady - basse (1997-2003, 2005, 2008, 2015)
- Matt Prater - batterie, chœurs (1997-2002, 2005, 2008, 2015)

### Anciens membres
- Mike Schmitz - chant (1997-2001)
- A.J. Doerhoff - guitare rythmique (2000-2001)

## Discographie

### Albums studio
- 2000 : Love Lost But Not Forgotten
- 2002 : Upon the Right, I Saw a New Misery

### EP et démos
- 1998 : Love Lost But Not Forgotten (CD-R auto-produit)
- 1999 : Unfound EP (auto-produit)
- 1999 : split 7" avec Joshua Fit for Battle
- 2002 : Love Lost But Not Forgotten (CD-R auto-produit)

### Apparitions
- 2000 : The Euridition Project - chanson Untitled
- 2000 : I See Dead People - chanson Believe